# Haruchika Noguchi
Haruchika Noguchi (1911-1976) foi um mestre japonês que desenvolveu o seitai, uma atividade cultural sobre vida e saúde. Ele sintetizou seu conhecimento no que chamou de cultura seitai. A cultura seitai tem raízes na medicina tradicional e é baseada nas capacidades de autorregulação do corpo humano.
Noguchi teve o instinto de aprofundar de uma maneira intuitiva na natureza da vida. Através da observação do movimento espontâneo, que surge do nosso organismo e é responsável de nos manter vivos, descobriu como é a estrutura e a sabedoria da vida. Ele cultivou este movimento por meio umas práticas singelas –katsugen undo e yuki– e desenvolveu a orientação pessoal com a prática do seitai-soho.

## Biografia
Haruchika Noguchi nasceu a 7 de Setembro de 1911 no bairro de Ueno, a nordeste de Tóquio. Ele era o segundo de nove filhos. O seu nome de nascimento era Kinjiro ("Pequeno filho de ouro"). Mais tarde alterado para Haruchika: Haru (晴: ensolarado, brilhante, parecendo à primavera) e Chika (哉), que é uma desinência clássica de nome masculino. Desde muito jovem ele ficou doente com difteria e perdeu temporariamente o uso da fala. Entre os dois e os nove anos viveu com o seu tio que era acupunturista e especialista em fitoterapia chinesa.
No ano de 1947, Haruchika Noguchi casou-se com Akiko, filha de Fumimaro Konoe que foi Primeiro ministro do Japão durante a Segunda Guerra Mundial; Konoe suicidou-se nuns meses depois de acabar a guerra, em dezembro de 1945. Akiko divorciou-se do seu primeiro marido, Duke Tadahide Shimazu, para se casar com Noguchi; depois do divórcio não se combinou com a custódia  dos seus filhos. Noguchi também se divorciou e a custodia do seu primeiro filho passou à sua ex-mulher até a maioria de idade, quando quis ir viver com o seu pai.

### Desenvolvimento profissional
É durante a sua infância que Noguchi se interessa pelo magnetismo animal, o mesmerismo e a hipnose, fazendo práticas a partir da leitura de livros:
Desde a idade de oito ou nove anos, fui interessado  pela hipnose e li muito sobre este tema. Para restabelecer a bastante a uma pessoa débil, pareceu-me que não tinha melhor maneira que estimular o poder da mente. poder-se-ia dizer que tinha a firme crença que não tinha um poder mais grande que o da mente. Estava totalmente de acordo com o conceito mesmérico do magnetismo animal e esperava a oportunidade de prová-lo.
Noguchi explica algumas das suas experiências sobre esta questão já de pequeno:
Quando era a primeiro de educação  primària, o menino sentado ao meu lado tinha mau de queixal. aliviei-o pondo a mão onde tinha a dor. A partir de então, estive convencido que o ki humano tem poder curatiu. Sabia que à minha vida teria de dar forma a este conceito transmitindo a minha perspectiva aos outros. Soube que ao longo da minha vida daria forma a este conceito transmitindo aos outros a minha maneira do ver. Quando tinha onze anos, tinha um lema: "Se tens algo em mente, isto passará". Encontrei que era melhor para uma pessoa receber inconscientemente uma sugestão, em lugar de lhe sugerir abertamente algo, e isto me vai intrigar.
O setembro de 1923, à idade de 12 anos, Noguchi viveu o grande terramoto de Kantō (que afetado também Tóquio). Esta experiência foi determinante. Mallory Fromm explica:
A devastação de Tóquio foi tão grande que parecia impossível separar os mortos dos vivos. Os corpos foram trazidos ao parque Hibiya cerca do Ginza (um tipo de avenida como o dos Campos Elisis, ao coração de Tóquio) e colocados lá onde tivesse um espaço livre a terra. Noguchi foi ao parque, observou pessoa a pessoa, enviando o seu ki com os dedos ao interior das orelhas. As pessoas que mostraram uma reação (como um piscando ou uma contração muscular) foram transladadas a clinicas improvisadas. As que não mostravam chefa respondida eram consideradas morridas. Noguchi, então com treze anos, aconteceu, se não famoso, ao menos muito conhecido no núcleo urbano de Tóquio

### Infância e adolescência
Akiko deixa um registro do que Noguchi lhe explicou sobre a sua infantesa:
Sensei disse-me: «Peguei a difteria quando tinha dois anos, e perdi a fala. Entre os dois e nos novo anos, vivi com o meu tio que era acupunturista. Ele e a sua mulher não tinham meninos, e me estimavam. Quando tive novo anos, tiveram um filho e eu devolvi a casa minha».
Noguchi não deixou depoimento sobre o período da sua vida entre 1923 e 1926, data da criação do seu primeiro dojo. Akiko Noguchi, a sua mulher, evoca este período como "um jardim secreto que Noguchi não compartilhava nem com ela":
Há um oito à vida de Sensei. Este período se situa dos doze aos dezesseis anos. Quando olhava de escrever a sua biografia, não tinha medo de me equivocar. Depois de todo, Sensei não tinha uma verdadeira necessidade de uma biografia. Todos os seus escritos testifiquen a sua viagem espiritual e emocional. São a voz da sua alma.
Akiko estava interessada sobretudo no período da origem do pensamento de Noguchi, o que denominava «o grande acordar». Todo e a precocidade daquele adolescente, ela concebe esta origem naqueles anos de silêncio de Noguchi. Diz dele que todo o que lhe explicava da sua infância era:
Sensei (Noguchi) começou a sua autobiografia com as palavras: «Tive uma infância ordinária. À idade de doze anos, vi os campos devastados pelo fogo depois do terramoto. Foi a primeira vez que fiz yuki».
A sua mulher também explica que quando iam em carro Noguchi lhe confiava fragmentos de lembranças. Mas quando Akiko lhe pedia de falar daquele período entre os doze e os dezesseis anos, diz que ele restava mudo e continuavam viajando em silêncio. Ela tinha a impressão que, para ele, era um período doloroso, cheio de cólera e de tristeza e então ela era incapaz de lhe fazer mais perguntas.

### Referentes em outras técnicas
A The Road I walked, Haruchika Noguchi destacou algumas disciplinas que o influíram especialmente:
Naquele tempo, tinha um boa quantidade de teràpies manuais original de América: o osteopatia, a espondiloterapia e a quiropraxia. Também tinha várias técnicas japonesas: appaku ryojutsu (Pressure Therapy ou Terapia de pressão), jikyōjutsu (Self-strengthening Therapy ou Terapia de auto-fortalecimento), seikihō (Living Ki Method ou Método do ki vivo), ōatsubidōjutsu (The Arte of Pressure by Micro-movement] ou L’arte da pressão por micro-movimento). Todas estas disciplinas de cura com as mãos me cativar do mesmo modo que os aproximações mentais como a hipnose, a auto-sugestão, a psicanálise e o grito hipnótico (kiaijutsu). E no entanto, naquele tempo já percebia que não tinha nada a aprender porque não eram mais que técnicas que não me permitiam me acercar à vida.
Mais adiante, Haruchika Noguchi recebeu outras influências para o desenvolvimento do seitai que praticou e ensinar depois da Segunda Guerra Mundial. No ano 1946, Noguchi foi convidat a dar conferências sobre seitai e seitai sōhō à Prefectura de Yamaguchi. Reuniu as suas notas e o 25 de abril de 1947 publicou um manuscrito com o título Um leitor de seitai sōhō. é mencionado a criação da Seitai Sōhō Kai a partir da fundação da Associação de Praticantes Holístics de Tóquio. À mesma época finalizou as bases da sua teoria do taiheki, que são as conclusões do seu estudo sobre as características da personalidade individual como se manifestam através da postura e o movimento da cada indivíduo.

### Seitai
Depois do processo em Tóquio dos crimes de guerra, Noguchi acercou-se às autoridades americanas de ocupação para oferecer aos criminais de guerra de «classe 3» (“class C” para os americanos) uma opção para evitar a prisão fazendo um trabalhos para o serviço público. Estas pessoas podiam entrar na sua associação e praticar abnegadamente o seitai entre as populações pobres. A vista destes antigos generais e almirantes praticando a medicina com as mãos aos bairros em ruínas deu à associação uma muito boa imagem aos olhos da gente.

Noguchi tinha a grande convicção que a qualidade de vida é mais importante que a sua duração. Dizia com freqüência que «quem vive com alegria e vigor desfruta de um sono calmo». Com respeito a  ele, isto era certo de maneira quotidiana, bem como uma perspectiva de uma morte sem chefa arrependimento. Fumava e bebia muito e morreu jovem, ao 65 anos. Katsumi diz dele:
Sempre trago comigo um par de frases muito simples, que Noguchi exprimiu sob a ideia de Zensei (a vida total): "Só há o sonho profundo para os que vivem intensamente. Só há a morte assossegada para os que assim viveram".
Akiko Noguchi sobreviveu-o 28 anos e foi a presidenta da Seitai Kyōkai desde 1976 até a sua morrido no ano 2004. No ano 2019, o Conselho de Administração desta sociedade conto ainda entre os seus membros com o ex-Primeiro Ministro Morihiro Hosokawa.
Em França, e a cidades europeus como Madri ou Palma de Mallorca, o seu ensino esteve em parte transmitido por Itsuo Tsuda, que deu a conhecer entre outras práticas um dos fundamentos do seitai, a prática de katsugen undō, uma prática que se pode realizar «sem nenhum conhecimento prévio, sem técnica e sem nenhum meta».

Em Cataluña, o deixeble que difundiu a obra de Noguchi foi Katsumi Mamine. Katsumi abriu um dojo em Barcelona no ano 1973 que foi muito activo até a sua morte, o abril do 2020. Entre os seus alunos há destacados artistas como Narciso Yepes, Lluís Claret, Antoni Ros Marbà, Gerard Claret, ou um aluno também de Noguchi, György Sebok. Yepes, pouco dantes de morrer no ano 1997 disse de Noguchi e o seitai:
Estou convencido que o seitai, legado pelo maestro Noguchi, é a cultura espiritual mais inovadora e significativa que recebeu a Humanidade neste século.

## Publicações
Noguchi nunca escreveu livros, mas há publicações sobre apunts das suas conferências. Desde junho de 1948, começaram-se a publicar as transcripcions dos seus discursos numa revista, Zensei (全生). O Zensei Trimestral (全生 季刊) só saiu com um número, no ano 1963. Foi substituït pelo Gekkan Zensei (月刊 全生), revista mensal publicada desde 1964. Há uma tradução ao castelhano das revistas que publicou periodicamente o Dojo de Barcelona entre 1977 e 1992.
As seguintes obras são compilações de notas arrecadadas pelos estudantes de Haruchika Noguchi.
- (em inglês) Order, Spontaneity and the Body per Haruchika Noguchi. Tokyo, Japó, Zensei, 1985, rústica. ISBN 4-915417-00-X.
- (em inglês) Colds and their Benefits per Haruchika Noguchi. Tokyo, Japó, Zensei, 1986, rústica. ISBN 4-915417-01-8.
- (em inglês) Scolding and Praising per Haruchika Noguchi. Tokyo, Japó, Zensei, 1991, rústica. ISBN 4-915417-02-6.

Outros livros:
- (japonès) Heiko yokyu no ni hoko (As duas direções de equilíbrio do desejo)
- (japonès) Gohoko no shigueki han osei (As cinco dimensões da capacidade vital de reagir aos estímulos )
- (japonès) Ninguen no tankyu (Nova pesquisa em humanos)
- (japonès) Taiundo no kozo (A estrutura do movimento espontâneo)